# François Antoine Lallemand

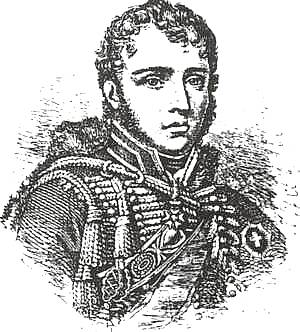
François Antoine Lallemand.

François Antoine (Charles) Lallemand, född den 23 juni 1774 i Metz, död den 9 mars 1839 i Paris, var en fransk baron och general, bror till Henri Dominique Lallemand. 
Lallemand blev soldat 1792 och senare Junots adjutant. Han deltog i expeditionen till San Domingo, i krigen 1805-07 i Tyskland, 1808-13 i Spanien och 1814 i Frankrike. Ludvig XVIII gav honom ett befäl, men efter Napoleons återkomst (1815) slöt Lallemand sig till denne, blev pär och divisionsgeneral samt deltog i slagen vid Ligny och Waterloo. Genom att lämna Frankrike undandrog han sig det dödsstraff, som utdömdes åt honom, varefter han vistades i Turkiet, Persien och Amerika, tills han efter julirevolutionen 1830 kom tillbaka till Frankrike och åter insattes i sina värdigheter.